# Сорда
Со́рда (рос. Сорда) — селище у складі Верхньокамського району Кіровської області, Росія. Входить до складу Созімського сільського поселення.
Населення становить 1190 осіб (2010, 1204 у 2002).
Національний склад станом на 2002 рік — росіяни 85 %.